# Desa Winduaji (administrativ by i Indonesien, lat -7,16, long 109,56)
Desa Winduaji är en administrativ by i Indonesien.   Den ligger i provinsen Jawa Tengah, i den västra delen av landet, 300 km öster om huvudstaden Jakarta.